# Елен Ролле
Елен Ролле (фр. Hélène Rollès, нар. 20 грудня 1966, Ле-Ман) — французька акторка та співачка. Стала відома завдяки головній ролі в серіалах «Елен і друзі» і «Чудо кохання».

## Біографія
Народилася 20 грудня 1966 року в маленькому французькому містечку Ле-Ман.
Елен має дві сестри: молодша Софі і старша Віржіні. Її батько за професією програміст (але у вільний час займається реставрацією старовинних будівель), а мама — організаторка концертів.
У лютому 2013 року всиновила двох дітей (брата і сестру) з Ефіопії.

## Фільмографія
- 1979: Чорний баранчик (фр. Le Mouton noir) (Фільм)
- 1991: Перші поцілунки (фр. Premiers baisers) (ТБ-серіал)
- 1992: Елен і друзі (фр. Hélène et les garçons) (ТБ-серіал)
- 1994: Чудо кохання (фр. Le Miracle de l'amour) (ТБ-серіал)
- 1996: Канікули кохання (фр. Les Vacances de l'amour) (ТБ-серіал)
- 2000: Вихід (фр. Exit) (Фільм)
- 2011: Таємниці кохання (фр. Les Mystères de l'amour) (ТБ-серіал)

## Дискографія
- 1988 : Dans ses grands yeux verts
- 1989 : Ce train qui s'en va
- 1989 : Sarah
- 1990 : Jimmy, Jimmy
- 1990 : Makko (Générique du dessin animé)
- 1992 : Pour l'amour d'un garçon
- 1993 : Peut être qu'en septembre
- 1993 : Dona, Dona (duo Dorothée)
- 1993 : Je m'appelle Hélène
- 1994 : Dans les yeux d'une fille
- 1994 : Amour secret
- 1994 : Le Miracle de l'amour
- 1995 : Moi aussi je vous aime
- 1995 : Imagine
- 1995 : Toi
- 1996 : Je t'aime
- 1997 : À force de solitude
- 1998 : C'est parce que je t'aime
- 2003 : Que du vent
- 2003 : Sur mon étoile
- 2010 : Salut, ça va? (duo Dorothée)
- 2011 : Les Mystères de l'amour
- 2012 : C'était à toi que je pensais
- 2012 : Robin des bois
- 2016 : Effacer le passé
- 2016 : Nos tendres années
- 2017 : Di dou dam